# Neo-classical metal

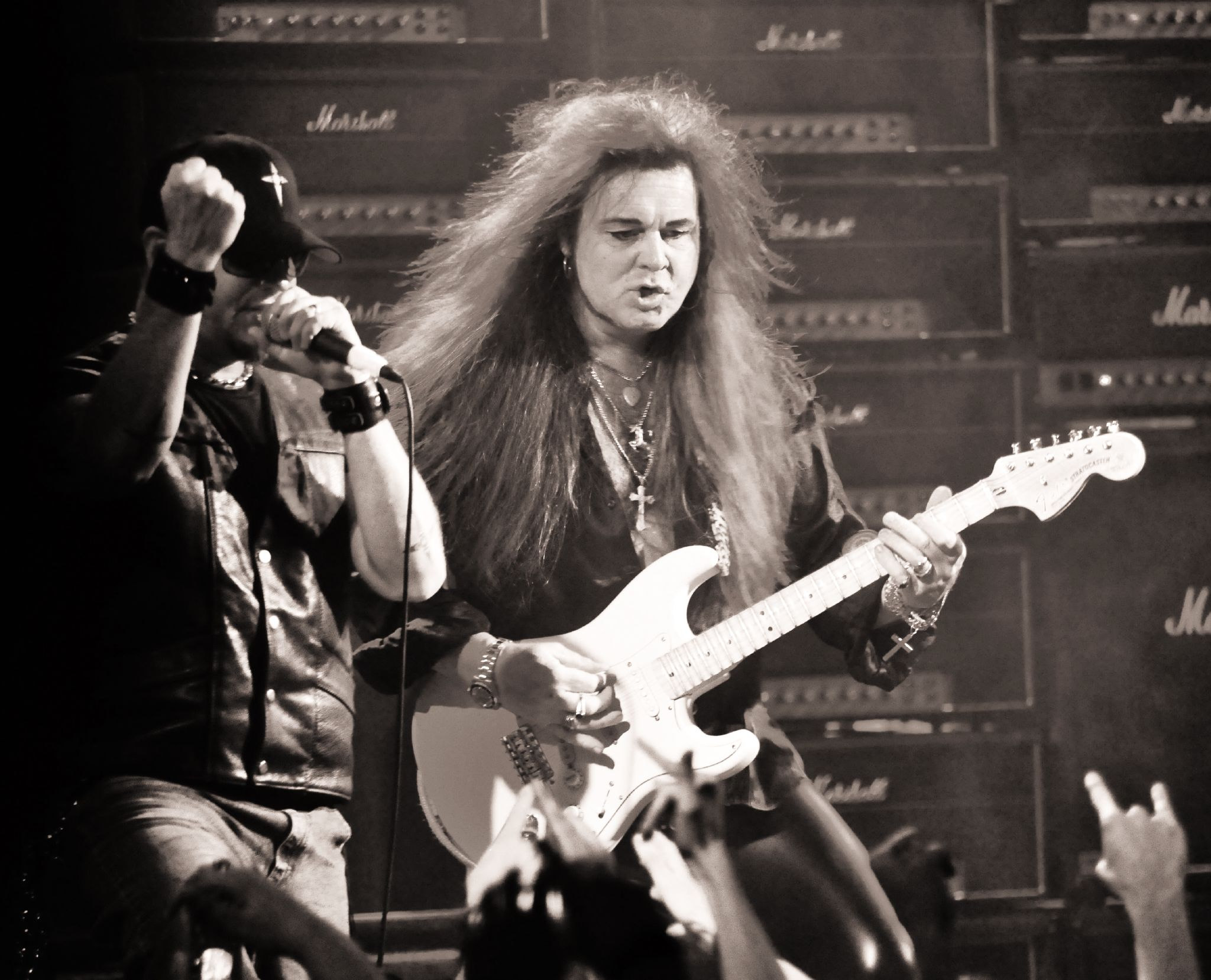
Yngwie Malmsteen și Tim Owens, figuri cheie în neo-classical metal

Neo-classical metal este un subgen al muzicii heavy metal, influențat mult de muzica clasică în stil și compoziție, și care uzual prezintă o interpretare foarte tehnică. Deep Purple a pionerat genul prin renumitul Concert pentru Grup și Orchestră compus de Jon Lord. mai târziu, Yngwie Malmsteen devine cel mai notabil muzician al genului, și a contribuit semnificant la dezvoltarea stilului în anii 1980. Alți reprezentanți notabili ai stilului sunt Jason Becker, Tony MacAlpine, Vinnie Moore, și Timo Tolkki.